# Лютеранская церковь (Верхний Еруслан)
Лютеранская церковь в селе Верхний Еруслан, Старополтавский район, Волгоградская область, Россия — одна из наиболее сохранившихся сельских немецких кирх Поволжья.
Конец XIX века ознаменовался расцветом строительства на землях немцев Поволжья приходских лютеранских храмов в европейском стиле. Церковь в тогдашней колонии Гнадентау сооружена в 1898 году по проекту берлинского архитектора Иоганна Якобсталя. По тому же проекту с рядом отличий построена церковь Иисуса Христа в селе Цюрих (Зоркино). В 1938 году церковь была закрыта, остававшись самой последней из лютеранских храмов Поволжья. После этого здание никак не использовалось и постепенно разрушалось — кирха утратила витражи, двери, большую часть внутреннего деревянного убранства. С 2001 года здесь проходит неспешная реконструкция, восстанавлена кровля и лестницы, на очереди алтарь. В 2004 году в церкви была проведена первая за долгие годы служба; ныне храм действует, но службы проводятся только летом.
Кирха расположена на центральной площади села по оси восток-запад. Она возведена из кирпича в неоготическом стиле и украшена орнаментом. Стройная двухъярусная колокольня, квадратная в плане, с парными арочными проёмами и треугольными слуховыми окнами, увенчана высоким металлическим шпилем со высоко парящим крестом. Прямоугольный объём храма с широкими стрельчатыми окнами завершён сильно выступающей пятигранной абсидой. Портал кирхи оформлен вытянутым вверх вимпергом, повторяющим силуэт башни. Здание рассчитано на 900 прихожан.